# Charaxes harrisoni
Charaxes harrisoni är en fjärilsart som beskrevs av Sharpe 1904. Charaxes harrisoni ingår i släktet Charaxes och familjen praktfjärilar. Inga underarter finns listade i Catalogue of Life.